# Ести

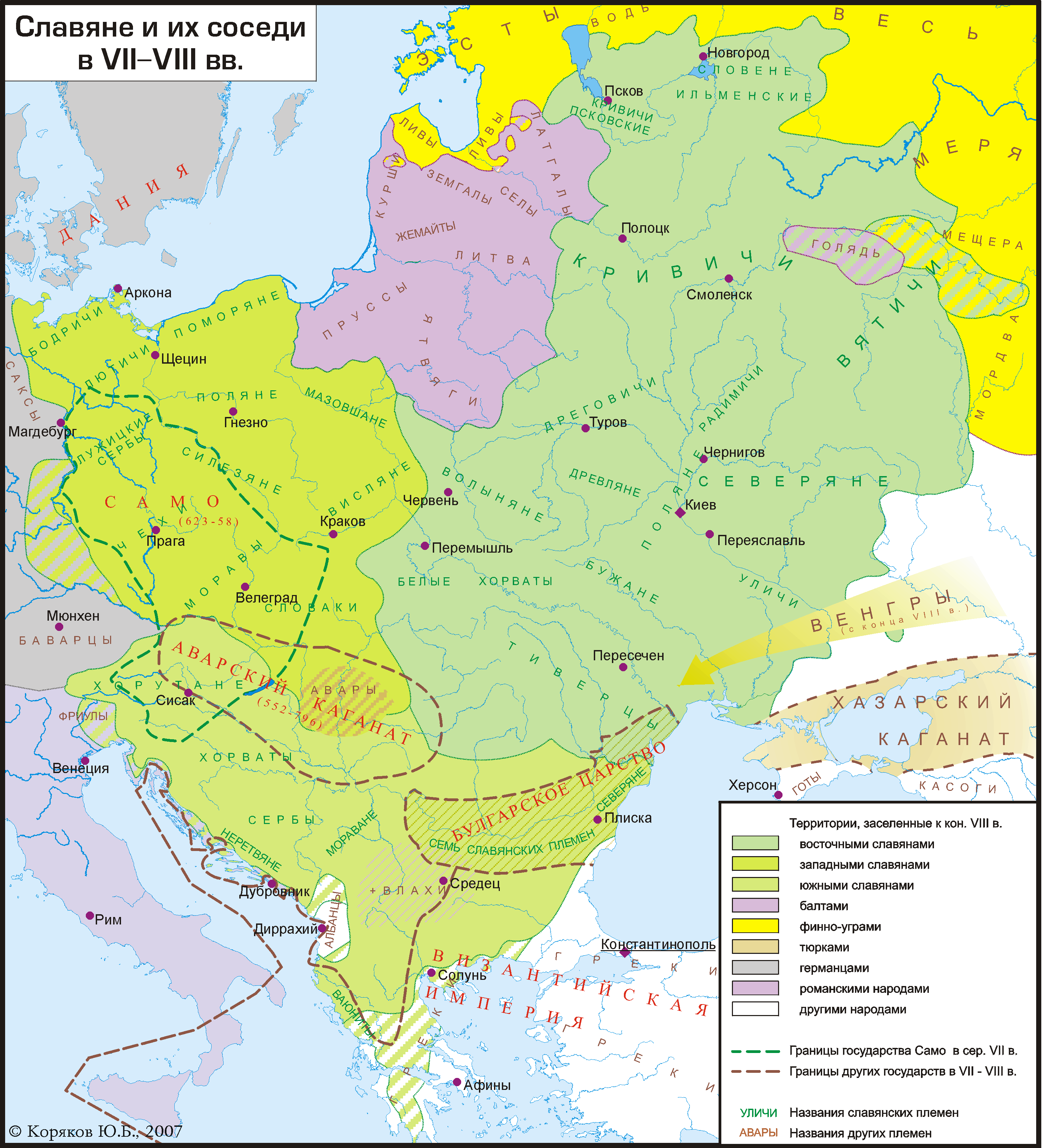
Мапа розселення слов'ян та їх сусідів у VII-VIII століттях.

Е́сти — назва одного з народів, що у Середньовіччі проживав на території нинішньої Естонії. Сучасні естонці вважаються нащадками естів.

## Походження
Найдавнішими пам'ятками на території Естонії є артефакти, знайдені під час археологічних розкопок поселень Пуллі та Кунда, що пов'язані з кундаською археологічною культурою. Етнічне походження найдревніших поселенців на сучасних естонських землях невідоме. Вважається, що вони належать до неолітичних народів, субстрат мови яких і нині існує в мовах сучасної Європи.

### Гіпотези

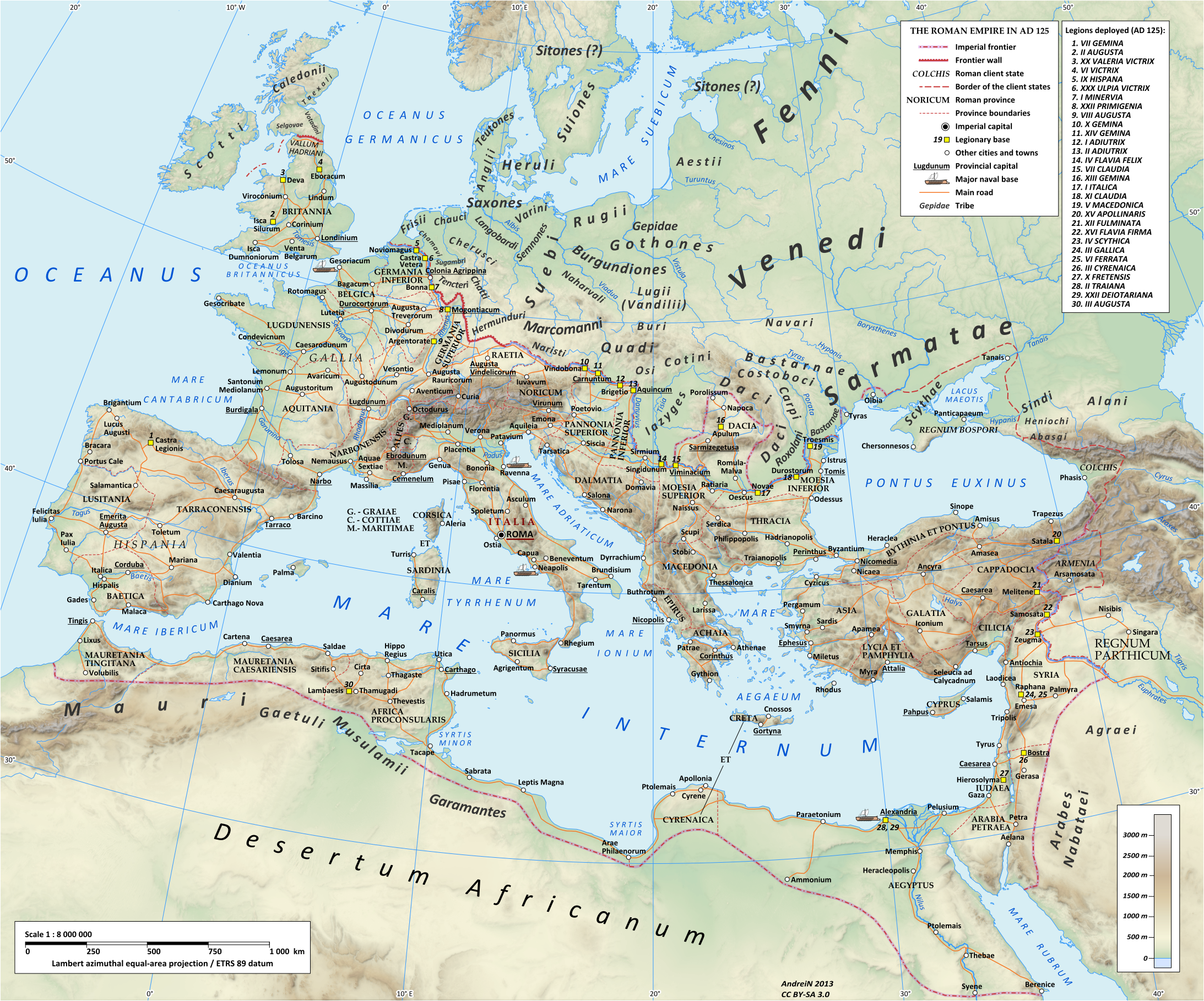
Римська імперія за правління(117—138) Адріана, із зазначенням місця розташування Aestii, що згадуються Тацитом

Ести як окремий народ фінно-угорського походження згадується в лівонських хроніках (зокрема, у хроніці Генріха Латвійського, XIII століття). За гіпотезою, назва народу походить від нім. ost (схід), а Ostland (Естланд) німецькою мовою означає «Східна земля». Тому, ести — це не самоназва. Відтак, aestii, що були сусідами відіваріїв та проживали поблизу Вісли, і які згадуються у трактаті Тацита «Про походження германців та місцезнаходження Германії», не є естами. З цієї ж причини, не пов'язані з середньовічними естами народ hestii (ести, айсти або аестії), що згадується Йорданом.
Вважається, що естами у різний час євпропейці називали найвіддаленіший народ у східному напрямку, а з просуванням «західного впливу» на східні землі вздовж узбережжя Балтики, змінювалися і носії цієї назви. Тому у Тацита і Йордана ести (айсти або аестії) — це балтські племена біля Вісли, а для середньовічних німців естів — це вже фіно-угорські племена, які є предками сучасних естонців.
В літописах Русі предки естонців, поряд з деякими іншими племенами, згадуються під назвою чудь.
Сучасні естонці взяли назву «ести» для позначення своєї нації лише в середині XIX — на початку XX століття (в період «національного відродження») — еестласед. До того вони самі себе називали маарахвас (ест. maarahvas, дослівно «земляки», «народ землі», «сільський народ», «сільські простолю́дини»).

## Виноски
1. ↑   опублікований в 98 р.
2. ↑  Финно-угорский мир > Эстонцы. finno-ugry.ru. Архів оригіналу за 3 червня 2021. Процитовано 3 червня 2021.
3. ↑  Эстонцы. history.syktnet.ru. Архів оригіналу за 4 серпня 2020. Процитовано 3 червня 2021.